# 施純
施純（1437年—？），字彥厚，順天府東安縣人，明朝政治人物。成化丙戌進士，官至禮部尚書。

## 生平
成化元年（1465年）乙酉科順天鄉試第九十九名舉人，二年（1466年）聯捷丙戌科進士。授戶科給事中。遷鴻臚寺少卿。明憲宗口吃，施純出招解決，獲得賞識，拜禮部侍郎，不久升禮部尚書，加太子少保。

## 家族
曾祖施翁祖，元萬戶 贈尚書。祖父施伯誠，贈尚書。父施禮，刑部尚書。嫡母馮氏，封夫人；生母馬氏。慈侍下。兄施綸、施縉、施紳（通政司右參議）、施纨（訓科）。
施纯妻子許氏甚端丽，皇太后亦惊艳不已。